# Reithrodontomys burti
Reithrodontomys burti är en däggdjursart som beskrevs av Benson 1939. Reithrodontomys burti ingår i släktet skördemöss, och familjen hamsterartade gnagare. IUCN kategoriserar arten globalt som otillräckligt studerad. Inga underarter finns listade i Catalogue of Life.
Arten förekommer i nordvästra Mexiko. Den lever i kulliga områden mellan 60 och 180 meter över havet. Reithrodontomys burti hittades bland annat i landskap med gräs och agaveväxter samt på jordbruksmark.
Denna gnagare blir med svans cirka 13 cm lång och svansen är något kortare än huvud och bål tillsammans. Kroppen är täckt av ljusbrun päls med en mera gul region vid kinderna och en ännu ljusare region vid öronen. Undersidan ser vit ut men håren har en ljusgrå rot. Reithrodontomys burti skiljer sig från andra skördemöss i avvikande detaljer av penisbenet.
Djuret har antagligen samma levnadssätt som andra släktmedlemmar. Arten jagas av ugglor och troligen av andra rovlevande djur.